# Hanna Ereńska-Barlo
Hanna Ereńska-Barlo (ur. 12 listopada 1946 w Poznaniu) – polska szachistka, arcymistrzyni od 1981 (jako pierwsza w historii polska szachistka), wielokrotna mistrzyni Polski. Największe sukcesy w karierze odnosiła jako Hanna Ereńska-Radzewska.

## Życiorys

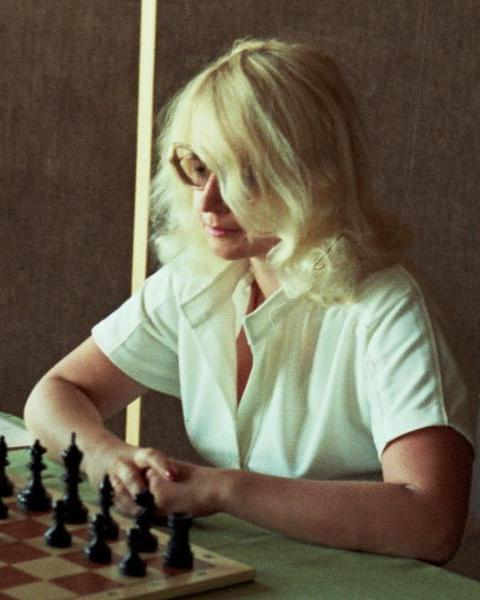
Hanna Ereńska-Radzewska, 1982

W szachy zaczęła grać w wieku 6 lat, a jej pierwszym nauczycielem-trenerem był starszy brat Przemysław, poznański szachista. W 1956 r., w wieku 9 lat, zajęła I miejsce w grupie dziewcząt w II Wojewódzkim Turnieju Szachowym Młodzieży Szkolnej w Poznaniu, a rok później zwyciężyła w Indywidualnym Turnieju Młodzieży Szkół Podstawowych, startując wśród chłopców.
W 1964 r. ukończyła V Liceum Ogólnokształcące im. Klaudyny Potockiej w Poznaniu. W czasach licealnych dwukrotnie zdobyła tytuły Mistrzyni Wielkopolski Seniorek w szachach (1963, 1964; kolejne trzy złote medale w tych rozgrywkach zdobyła w latach 1965, 1966 i 1970). W latach 1964–1970 studiowała w Akademii Medycznej im. Karola Marcinkowskiego w Poznaniu, na Wydziale Lekarskim (oddział stomatologiczny), uzyskując tytuł lekarza dentysty. Dwukrotnie (1965, 1966) zwyciężyła w szachowych mistrzostwach tej uczelni.
Jednocześnie ze studiami lekarskimi kontynuowała naukę śpiewu solowego w Wielkopolskim Studium Muzycznym u prof. Mariana Mikołajewskiego (1966–1968) oraz w Państwowej Szkole Muzycznej II Stopnia im. Fryderyka Chopina na Wydziale Wokalnym (1968–1971), uzyskując dyplom w klasie prof. Wandy Falak-Zielińskiej.
Po ukończeniu studiów w krótkim czasie stała się najlepszą zawodniczką w Polsce. Już pierwszy start w finale mistrzostw Polski seniorek (w 1970 r. w Lublinie) przyniósł jej sukces w postaci brązowego medalu. Do 1993 r. osiemnastokrotnie wystąpiła w finałach mistrzostw kraju, łącznie zdobywając 11 medali: 5 złotych (1971, 1972, 1977, 1979, 1980), 3 srebrne (1973, 1975, 1984) oraz 3 brązowe (1970, 1982, 1986). Jest również dwukrotną złotą medalistką drużynowych mistrzostw Polski, które zdobyła w latach 1985 i 1988, w barwach klubu Pocztowiec Poznań. Czternastokrotnie zdobyła medale mistrzostw Polski w szachach błyskawicznych: 11 złotych (jest pod tym względem najbardziej utytułowaną polską szachistką), 2 srebrne i 2 brązowe. Była również sześciokrotną medalistką drużynowych mistrzostwa Polski w szachach błyskawicznych: pięciokrotnie srebrną oraz brązową (wszystkie w barwach klubu Pocztowiec Poznań).
Wielokrotnie reprezentowała Polskę w rozgrywkach drużynowych, m.in.:
- ośmiokrotnie na olimpiadach szachowych (w latach 1972, 1978, 1980, 1982, 1984, 1986, 1988, 1992); trzykrotna medalistka: wspólnie z drużyną – brązowa (1980) oraz indywidualnie – srebrna (1972 – na II szachownicy) i brązowa (1980 – na I szachownicy)[3],
- na drużynowych mistrzostwach Europy (w roku 1992)[4].

W swojej karierze odniosła wiele turniejowych sukcesów, m.in.: I-II m. w Wijk aan Zee (1971), II-III m. w Taszkencie (1974), II-III m. w Piotrkowie Trybunalskim (1977), I-II m. w Smederevskiej Palance (1977) oraz I m. w turnieju rozegranym w tym mieście w roku 1979, II-IV m. w Nowym Sadzie (1979), III m. w Bydgoszczy w (1980), I m. w Atenach (1984, turniej Acropolis), I-III m. w Nałęczowie (1987), II m. w Dortmundzie (1989), II m. w Budapeszcie (1991) oraz I-II m. w Wiśle (1994). Dwukrotnie (2000, 2005) zdobyła tytuły Mistrzyni Polski lekarzy.
Sześciokrotnie uczestniczyła w turniejach strefowych (eliminacji mistrzostw świata kobiet). Największy sukces odniosła w 1981 w Bydgoszczy, zajmując IV m. i zdobywając awans do turnieju międzystrefowego w następnym roku (Bad Kissingen 1982 – XIV miejsce).
Od 1997 r. brała udział w mistrzostwach świata seniorek (zawodniczek powyżej 50. roku życia), w których wielokrotnie zajmowała czołowe miejsca, m.in. pięciokrotnie zdobywając medale: złoty (2007), dwa srebrne (1998, 2005) oraz dwa brązowe (1997, 2003). Była również trzykrotną medalistką mistrzostw Europy seniorek: złotą (2002, 2005) oraz brązową (2007).
Inne sukcesy w turniejach międzynarodowych rozgrywanych w kategorii 50+: 1998 – I m. w Kitzbühel (Puchar Zamku Lebenberg), 2002 – I m. w Dörentrup (1. Lipperland Open), 2003 – dz. II m. w Triesen (Lichtenstein Open), 2003 - II m. w Merano (31. Gold-Cup), 2004 – III m. w Bad Bertrich, 2004 – II m. w Oberjoch/Allgäu (11. Traum-Open).
W 1977 r. ukończyła Podyplomowe Studium Trenerskie na AWF w Warszawie, uzyskując tytuł trenera II klasy. W 1988 r. zdała egzamin i otrzymała tytuł sędziego szachowego klasy państwowej. W 1993 r. założyła autorską szkołę szachową i klub dla dzieci pod nazwą "SZACH-MAT". W latach 1995–1998 zorganizowała pięć edycji turniejów szachowych dla dzieci do 14 lat, pod hasłem "Szachy-sport, nauka i sztuka", objętych patronatem "Głosu Wielkopolskiego".
Trenerami Hanny Ereńskiej-Radzewskiej byli Poznaniacy: arcymistrz Włodzimierz Schmidt (w latach 1970–2007) oraz mistrz FIDE Ignacy Nowak (1979–1988)
Najwyższy ranking w karierze osiągnęła 1 lipca 1992 r., z wynikiem 2310 punktów dzieliła wówczas 50-52. miejsce na światowej liście FIDE, jednocześnie zajmując 1. miejsce wśród polskich szachistek. Najwyżej na liście TOP 100 szachistek sklasyfikowana była 1 lipca 1984 r. (dzielone 17-18. miejsce z wynikiem 2240 punktów).
W latach 1980–1996 była członkinią Zarządu Polskiego Związku Szachowego, pełniąc m.in. funkcję Przewodniczącej Komisji Kobiecej. W latach 1978–1990 była członkinią Komisji Kobiecej Międzynarodowej Federacji Szachowej. W 2000 r. została członkiem honorowym Polskiego Związku Szachowego. 26 listopada 2017 objęła stanowisko Przewodniczącej Komisji Etyki PZSzach.
Otrzymała wiele odznaczeń i wyróżnień, m.in.: w 1977 – Srebrny Krzyż Zasługi, w 1980 – brązowy Medal za Wybitne Osiągnięcia Sportowe, w 1981 – złoty Medal za Wybitne Osiągnięcia Sportowe, w 1982 – odznakę „Zasłużony Mistrz Sportu”, w 1983 – Złoty Krzyż Zasługi, w 1997 – Krzyż Kawalerski Orderu Odrodzenia Polski (za zasługi dla rozwoju sportu oraz działalność społeczną) i tytuł „Mistrz Sportu w Szachach”, w 2002 – Złotą Odznakę „Zasłużony Działacz Kultury Fizycznej” (za całokształt działalności)
W 2018 r. otrzymała nagrodę "Hetmana 2017", w kategorii Całokształt Działalności.

### Występ w Naumburgu
W październiku 2002 r. miało miejsce w Naumburgu interesujące wydarzenie "szachowo–muzyczne", podczas ceremonii otwarcia XII Mistrzostw Świata Seniorów w szachach. Tradycją tych rozgrywek w latach 1991–2003 było odświętne wykonanie Mszy ekumenicznej przed ceremonią otwarcia kolejnych mistrzostw. W Naumburgu w dniu 21 października 2002 r. Msza ekumeniczna poświęcona była znanej, kilkakrotnie grającej w Polsce, niemieckiej szachistce Irenie Winter ("In Memoriam Irene Winter"). Oprawę muzyczną powierzono dwojgu uczestnikom tych mistrzostw, szachistom posiadającym również wykształcenie muzyczne, mianowicie: arcymistrzyni Hannie Ereńskiej-Barlo (sopran) i Hubertowi Reimannowi (bas). W kościele pod wezwaniem św. Wacława Hanna Ereńska-Barlo wykonała arię "Erbarme dich Mein Gott" z Pasji według św. Mateusza Johanna Sebastiana Bacha.